# Gare de Castres
La gare de Castres est une gare ferroviaire française située sur le territoire de la commune de Castres, à proximité du centre-ville, dans le département du Tarn, en région Occitanie.

## Situation ferroviaire
Gare de bifurcation, elle est située au point kilométrique 366,105 de la ligne de Castelnaudary à Rodez partiellement déclassée. Elle est également l'origine de la ligne de Castres à Bédarieux partiellement déclassée. Son altitude est de 172 m.
Les trains effectuant ce trajet doivent rebrousser à Castres. La gare n'était pas établie en cul-de-sac à l'origine, mais la ligne vers Albi-Ville est aujourd'hui déferrée et transformée en voie verte.

## Histoire
La Compagnie des chemins de fer du Midi et du Canal latéral à la Garonne met en service la gare de Castres le 16 avril 1865, avec l'arrivée d'un premier train en provenance de Castelnaudary.
La gare comporte alors un long et bas bâtiment provisoire, ossature bois et remplissage de briques. Par ailleurs la halle à marchandises affecte son aspect définitif, mais sur seulement la moitié de sa longueur définitive. Un dépôt très simple, avec remise pour deux machines, est établi au nord-ouest de la gare.
Le bâtiment voyageurs définitif est érigé en 1892, le hangar à marchandises est doublé en longueur, le dépôt bénéficie de plusieurs agrandissements jusqu'à son état définitif : rotonde à 12 travées complétée d'un atelier de mécanique, bâtiment du petit entretien. À la grande époque, 52 machines sont attachées au dépôt de Castres. Le dépôt ferme en 1954 pour laisser le champ libre aux autorails (notamment X 2800).
Le trafic marchandises se réduit inexorablement, on ne voit plus guère aujourd'hui de train de fret à Castres hormis les trains de SNCF Infra, et des trains de militaires.
La gare dispose encore d'une dizaine de voies de fret (certaines condamnées par manque d'entretien, de même que la rotonde).
Dans le passé, Castres était au centre d'une étoile ferroviaire tant à voie normale (Montauban-Bédarieux, Castelnaudary-Rodez) qu'à voie métrique (ligne de Castres à Murat de 1905 jusqu'en 1962 ; Castres-Toulouse et Revel en traction électrique jusqu'en 1939).
Aujourd'hui les trains ne parcourent plus que le segment Toulouse-Mazamet, mais la voie a été rénovée en 2011 pour permettre l'accélération des services.
En 2017, selon les estimations de la SNCF, la fréquentation annuelle de la gare était de 179 620 voyageurs.

## Fréquentation
De 2015 à 2023, selon les estimations de la SNCF, la fréquentation annuelle de la gare s'élève aux nombres indiqués dans le tableau ci-dessous. :
| Année                      | 2015    | 2016    | 2017    | 2018    | 2019    | 2020    | 2021    | 2022    | 2023    |
| -------------------------- | ------- | ------- | ------- | ------- | ------- | ------- | ------- | ------- | ------- |
| Voyageurs seuls            | 196 675 | 174 902 | 179 620 | 125 499 | 130 131 | 90 303  | 117 058 | 158 104 | 170 805 |
| Voyageurs et non voyageurs | 245 844 | 218 628 | 224 526 | 156 874 | 162 664 | 112 879 | 146 322 | 197 630 | 213 506 |

## Service des voyageurs

### Accueil

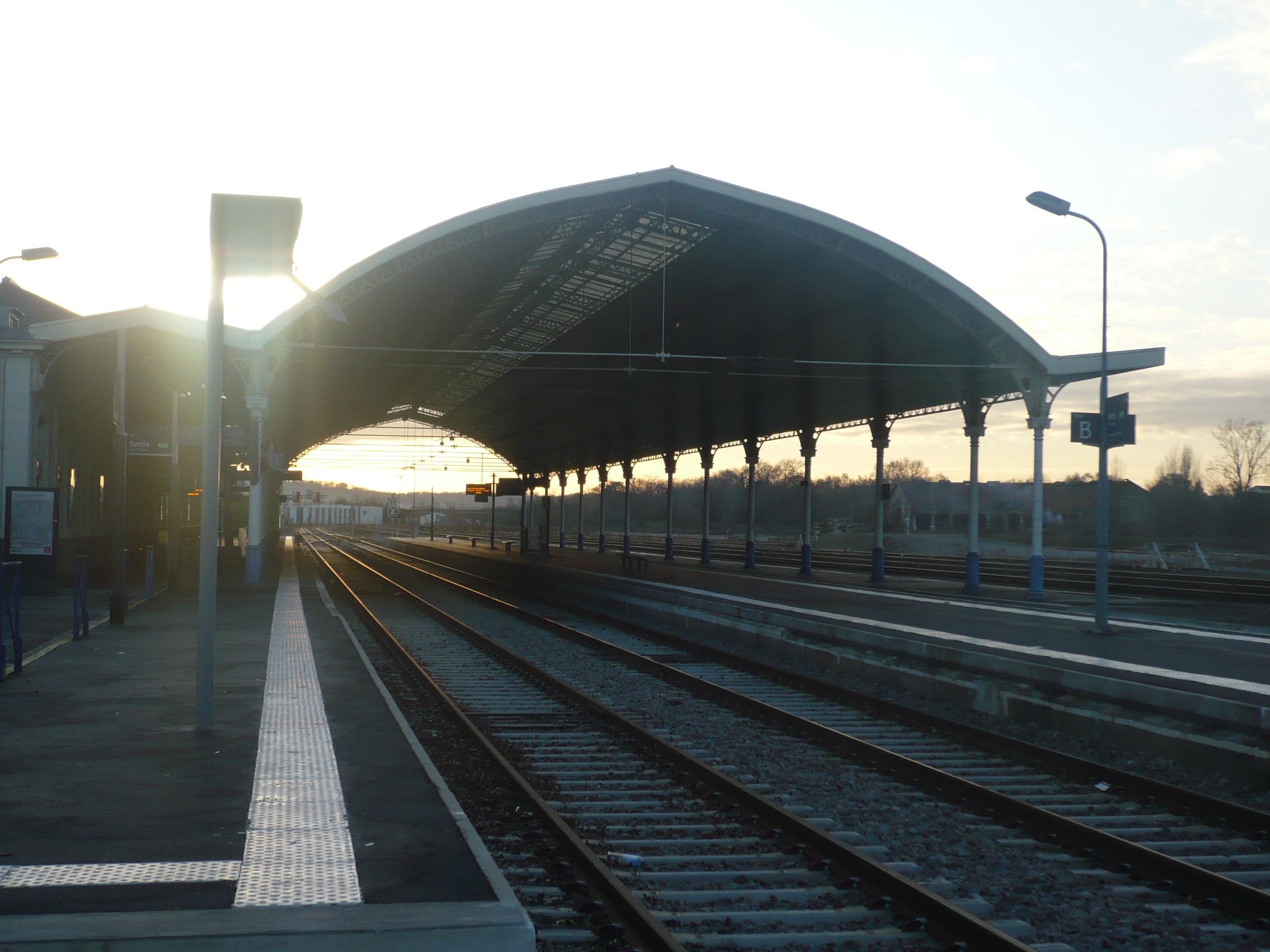
Les quais.

Gare SNCF, elle dispose d'un bâtiment voyageurs, avec guichet, ouvert tous les jours. Elle est équipée d'automates pour l'achat de titres de transport. Gare « Accès Plus », elle bénéficie d'aménagements et services pour les personnes à la mobilité réduite.

### Desserte
Castres est desservie par des trains TER Occitanie, qui effectuent des missions entre les gares de Toulouse-Matabiau et de Mazamet.

### Intermodalité
Un parc pour les vélos et un parking sont aménagés à ses abords.
La gare routière voisine permet des correspondances avec des autocars des lignes 703, 704, 753, 760, 761, 762, 763, 764, 765, 766 et 767 du réseau régional liO ; à cela s'ajoute le réseau urbain Libellus. La gare de Castres constitue ainsi un pôle d'échanges.